# Óvulo (forma farmacêutica)
Um óvulo é uma forma farmacêutica de dose única e sólida. Podem ter formas diversas, porém o comum é a ovóide. Composto por uma base solúvel ou fundível a temperatura corporal, são moldados para utilização pela via vaginal.